# Wielopole (Zagórz)
Wielopole – część miasta Zagórza oraz osiedle (jednostka pomocnicza gminy), w woj. podkarpackim, położone w jego południowej części.
Od co najmniej 1412 do 1959 samodzielna wieś. Jesienią 1954 Wielopole weszło w skład gromady Zagórz, której 31 grudnia 1959 nadano status osiedla, przez co Wielopole stało się integralną częścią Zagórza. 1 listopada 1972 osiedle Zagórz włączono do Sanoka, przez co Wielopole stało się integralną częścią Sanoka, a zarazem jego najdalej na południe wysuniętym obszarem. 1 lutego 1977 Wielopole wyłączono z Sanoka jako składową nowo utworzonego miasta Zagórz.

## Położenie

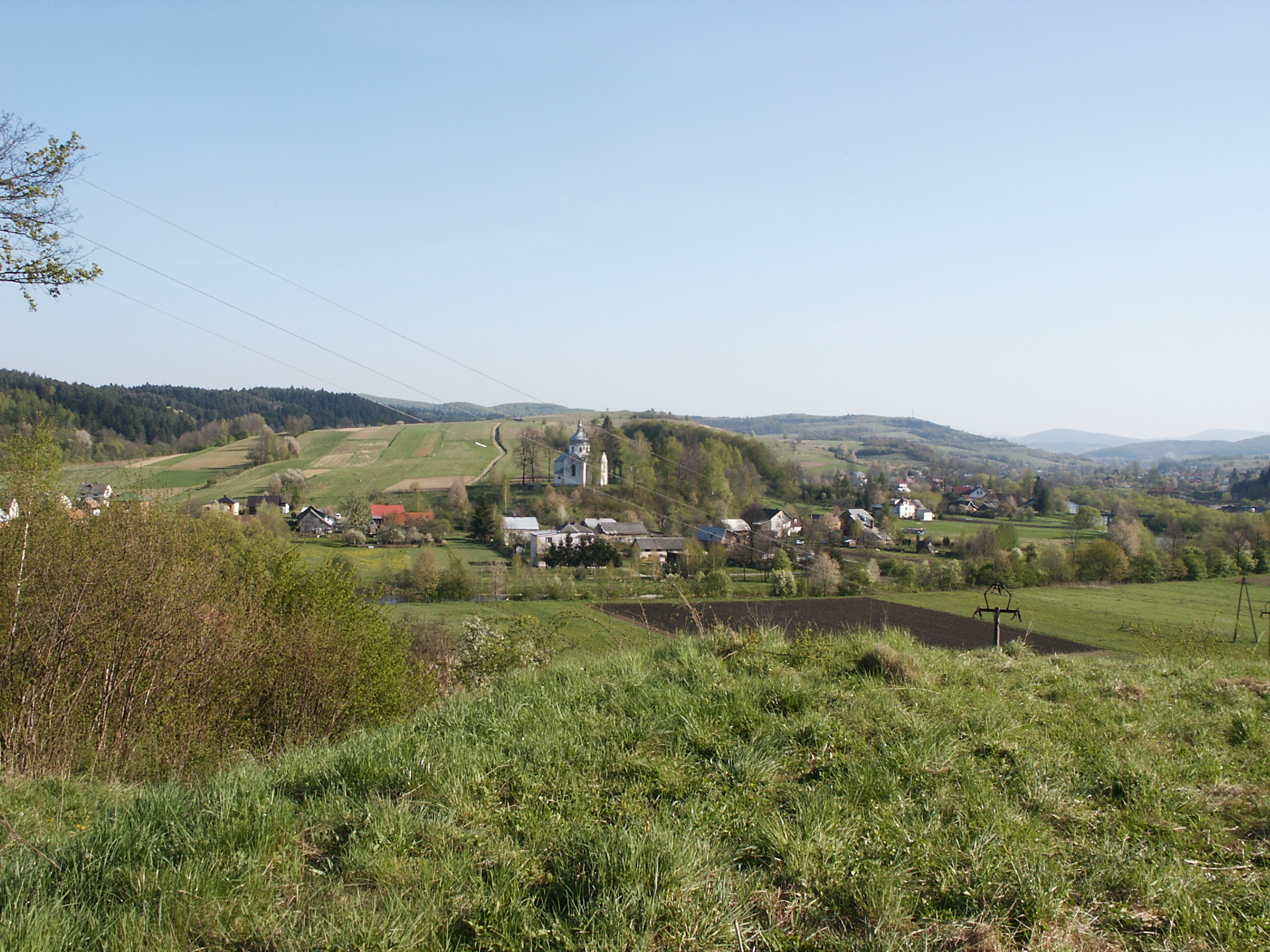
Panorama Wielopola od strony linii kolejowej w Zagórzu

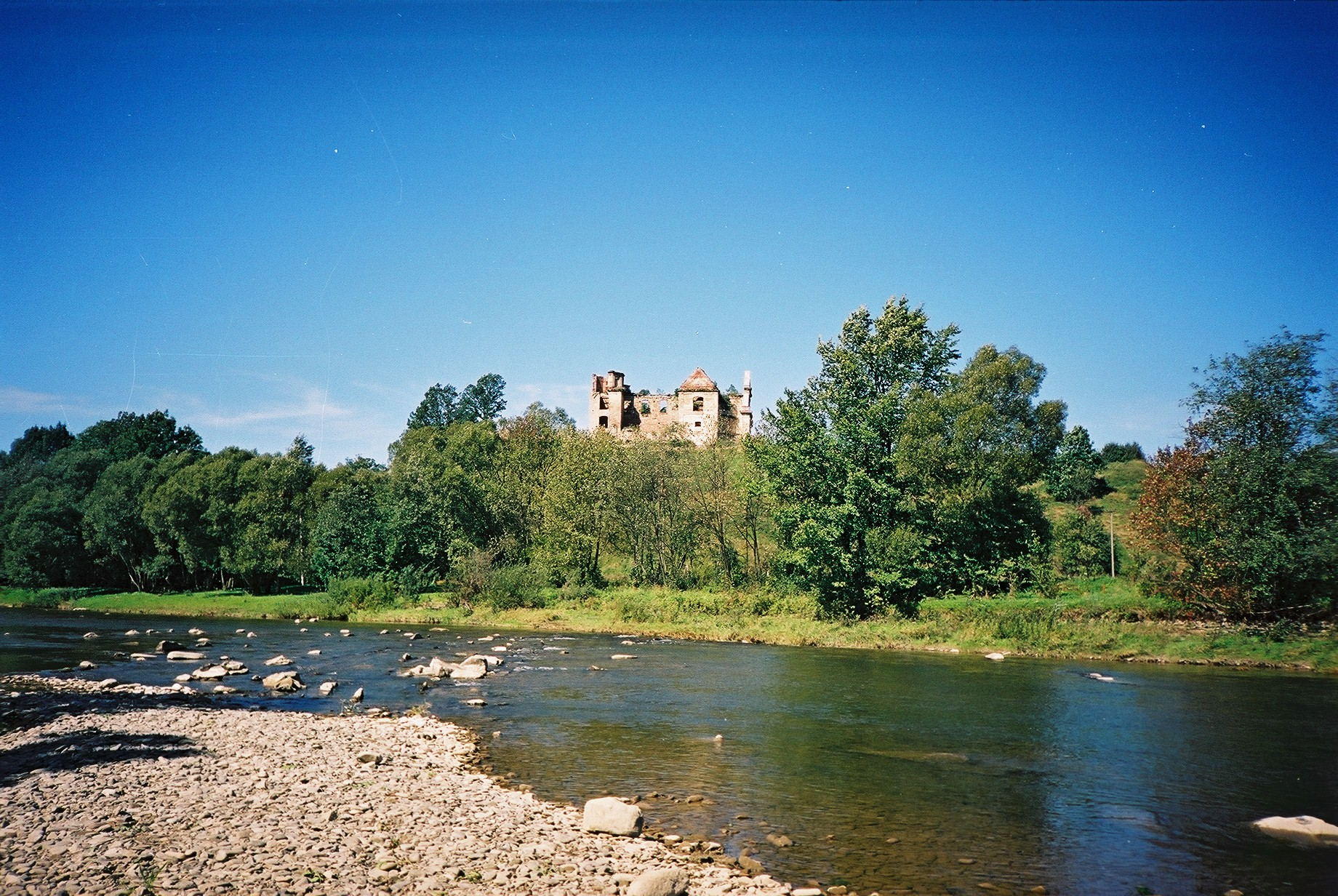
Osława na Wielopolu, w oddali ruiny XVIII-wiecznego klasztoru oo. Karmelitów Bosych na wzgórzu Mariemont (345 m n.p.m.)

Wielopole położone jest w dolinie po obu brzegach rzeki Osławy w mezoregionie fizycznogeograficznym Pogórza Bukowskiego wchodzącym w skład Pogórza Środkowobeskidzkiego, które jest częścią Zewnętrznych Karpat Zachodnich.
Wielopole sąsiaduje z miejscowościami; od północy: Zagórz, od zachodu: Poraż, od południa: Tarnawa Dolna, Tarnawa Górna, od wschodu: Postołów, Wola Postołowa, Huzele, Lesko.
Od zachodu granicę Wielopola wyznaczają: pasmo góry Dział wraz z lasem pomiędzy Suszkowem a Porażem oraz część masywu Skowronówki, od południa: od góry Dział poprzez Osławę do północnych zboczy góry Oszczacz (439 m n.p.m.), dalej drogą leśną stanowiącą wododział rzek Osławy i Sanu aż do Łysej Góry (420 m n.p.m.), od wschodu: od Łysej Góry leśną drogą wododziałową do lasu Garb i w dół drogą stanowiącą granicę z Postołowem do rozstaju dróg przy dębie, od północy: polną, a następnie leśną drogą w lesie Długie (powyżej linii wysokiego napięcia) do rzeki Osławy powyżej Bednarki, i stąd nurtem rzeki poniżej mostu, i dalej na przełaj do zachodnich stoków Skowronówki, a stamtąd do północno-wschodniego stoku góry Dział.
Najniżej położony punkt to lustro Osławy powyżej Bednarki 330 m n.p.m., najwyżej: góra Dział (496 m n.p.m.), wzgórze Oszczacz (444 m n.p.m.), Łysa Góra (420 m n.p.m.), Prowały (395 m n.p.m.).
Osiedle Wielopole tworzy układ dziesięciu ulic: Batorego, Dolna, Kasarnia, Kopalniana, Łamana, Miarki, Miodowa, Rzemieślnicza, Słowicza oraz Urocza charakterystyczny dla zabudowy wsi typu łańcuchówka.
Według Krajowego Rejestru Urzędowego Podziału Terytorialnego Kraju TERYT na obszarze Wielopola wyszczególniono mniejsze jednostki terytorialne tj. Wielopole (właściwe), Łysą Górę, Zagronie oraz Dział.
Tradycyjny podział Wielopola:
- Dolne Wielopole
- Górne Wielopole
- Miarki
- Suszków
- Zagronie

## Warunki naturalne

### Hydrografia

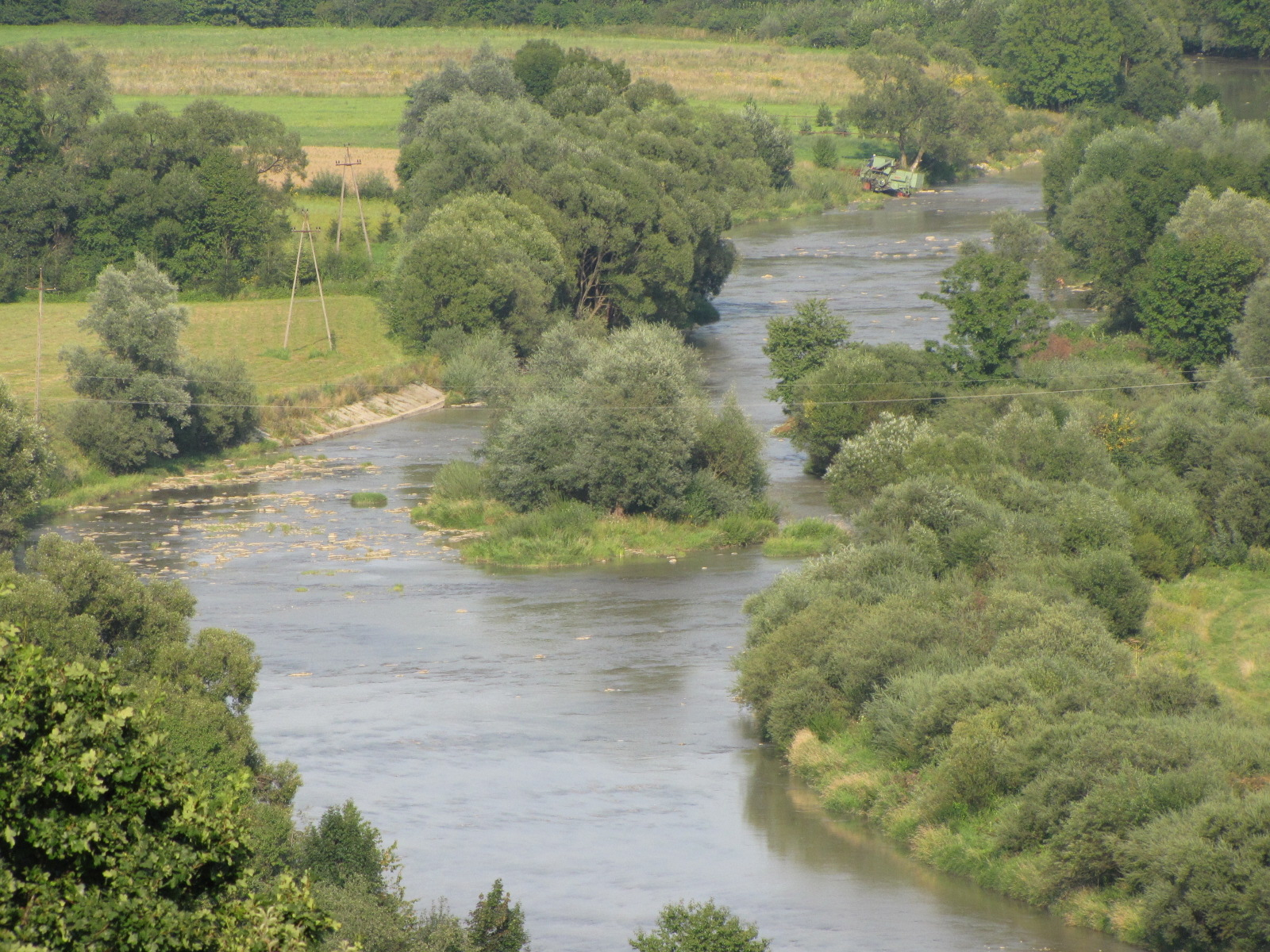
Rzeka Osława na Dolnym Wielopolu. Na pierwszym planie nieistniejąca już wyspa. Zdjęcie wykonane ze wzgórza Skowronówka (zoom) latem 2009 roku.

Głównym ciekiem wodnym przepływającym przez Wielopole jest rzeka Osława stanowiąca lewy dopływ Sanu. Osława początkowo płynie w kierunku północnym by poniżej mostu skręcić w kierunku wschodnim, a na końcu wsi ponownie na północ. Na terenie Wielopole do Osławy uchodzi pięć potoków; lewe dopływy: dwa bezimienne potoki na Suszkowie mające swe źródła na wschodnich zboczach góry Dział; prawe dopływy: największy z nich potok Smolnik wypływający z masywu góry Gruszka i uchodzący do Osławy na Górnym Wielopolu, potok Orniszkowy mający swe źródła na Łysej Górze zasilający stawy w Dolnym Wielopolu oraz bezimienny potok wypływający również z Łysej Góry, przepływający koło leśniczówki i uchodzący do Osławy na samym końcu wsi.
Osława jako typowa rzeka górska ma wyjątkowo zmienny stan wód; podczas suchego lata rzeka niemal zamiera, zaś podczas dużych opadów atmosferycznych wody Osławy występują z koryta zalewając nadrzeczne łąki. W zimie rzekę często pokrywa kra, a gwałtowne topnienie lodu powoduje zatory lodowe. Ostatni groźny zator miał miejsce w 2002 roku, w wyniku którego nastąpiły lokalne podtopienia, a wojsko wysadzało w powietrze blokującą rzekę krę.
Przed II wojną światową powyżej brodu na Dolnym Wielopolu istniała drewniana tama, która kierowała wody rzeki do położonego przy lewym brzegu sztucznie wykopanego kanału o nazwie Młynówka, przy którym znajdował się młyn.

### Gleby
Na terenie Wielopola występują ubogie gleby górskie o dużym stopniu kwasowości. W dolinie rzeki Osławy, tam gdzie znajdują się zagrody gospodarskie występują gleby klasy czwartej. Powyżej miejscowości na okolicznych wzgórzach to gleby klasy piątej, a niekiedy i szóstej, ostatniej.

### Flora
Nad brzegami rzeki Osławy występują zalążki lasów łęgowych, które jednak wskutek regularnej wycinki przybrały postać krzaków. Dominującymi gatunkami są w nich wierzba i olcha, z domieszką jesionu, czeremchy, lipy, czereśni i trzmieliny zwyczajnej. Pod drzewami rośnie m.in. knieć błotna, czosnek niedźwiedzi, zawilec i łopian. W Dolnym Wielopolu i w Suszkowie ciągną się nadrzeczne łąki nazywane przez miejscowych rynią (ryń). Na skutek zaprzestania letniego wypasu bydła zarastają one jednak chwastami i krzakami. W ostatnich trzech dekadach pojawił się tam inwazyjny Barszcz Sosnowskiego, który niekoszony niebezpiecznie rozprzestrzenia się.
Powyżej terenu zalewowego rzeki ciągną się zabudowania miejscowości, a nad nimi pola uprawne. Uprawia się warzywa, ziemniaki, zboża, a mniej urodzajne stanowiska zajmują pastwiska.
Zachodnie, nasłonecznione zbocza wzgórz nad Górnym Wielopolem – ciągnące się południkowo, równolegle do Osławy – porastają ciepłolubne gatunki liściaste: grab, paklon, lipa, dąb szypułkowy, brzost oraz leszczyna tworząc zadrzewienie zwane lokalnie debrzą chociaż sam szczyt – Prowały pozostaje bezleśny.
Najwyżej położone partie miejscowości porasta las. Dominującym w nim gatunkiem jest jodła, z dodatkiem sztucznie tu wprowadzonej sosny, świerka oraz modrzewia. Brzoza i osika rosną na obrzeżach. Na zarastających polach oraz nasłonecznionych polanach spotyka się jałowiec pospolity; całkowity natomiast brak cisa niegdyś powszechnie występującego w całych Karpatach. W wyższych partiach miejscowości (powyżej 400 m n.p.m.) las mieszany przechodzi w typowy dla Bieszczadów górski las bukowy, z dodatkiem jaworu. Buczyny występują głównie na zboczach góry Oszczacz i Dział. Resztę powierzchni leśnej zajmują lasy mieszane oraz liściaste, na ogół jednak młode, małowartościowe i przetrzebione wskutek rabunkowej gospodarki leśnej.
Zdecydowaną większość lasów stanowią Lasy Państwowe wchodzące w skład leśnictwa Wielopole z siedzibą w Tarnawie Górnej podlegające Nadleśnictwu Lesko. Pomiędzy Dolnym Wielopolem a Zagroniami znajduje się las gromadzki będący de facto serwitutem dla mieszkańców Wielopola. Pozostały obszar powierzchni leśnej stanowi własność prywatną.
Główną metodą hodowli lasu stosowaną w Nadleśnictwie Lesko jest system przerębowo – zrębowy i przerębowy sposób zagospodarowania z rębniami stopniowymi i długim okresem odnowienia 20–30 lat.
Od lat 90. XX stulecia wskutek kryzysu ekonomicznego oraz populacyjnego porzucono uprawę roli w wielu miejscach; opuszczone pola i pastwiska w bardzo szybkim tempie porasta las. Byłe użytki rolne na początku opanowują gatunki pionierskie: sosna i brzoza, dopiero po jakimś czasie pojawiają się tam właściwe gatunki leśne. Proces ten szczególnie jest widoczny na Garbie, Zagroniach oraz w okolicach Łysej Góry.

### Fauna
Osława zaliczana do rzek II i III klasy czystości jest siedliskiem wielu gatunków ryb charakterystycznych dla rzek górskich. Żyją tu: pstrąg, lipień, brzana, kleń, sandacz, leszcz, okoń; z gatunków chronionych: strzebla potokowa, śliz, piekielnica oraz głowacz. Każdego roku w drugiej połowie kwietnia odbywa się tarło. Nad brzegami rzeki swoje stanowiska ma wydra, a także bóbr.
Występują liczne gatunki ptaków: bocian biały (gniazdo na słupie energetycznym przy jednych z domostw), czapla siwa oraz ptaki drapieżne z rodziny jastrzębiowatych.
W okolicy żyją liczne gatunki z podtypu kregowców, w tym bardzo tu pospolity zaskroniec oraz żmija zygzakowata (występują trzy jej odmiany).
W pobliskich lasach żyją duże ssaki: jeleń, sarna, dzik, lis, borsuk, pojawia się wilk i bardzo rzadko – w wyższych partiach zimą – ryś.
Latem 2010 roku w okolicznych lasach pojawiły się – niewidziane tu od średniowiecza – niedźwiedzie zaś latem 2014 roku – żubry (dokonało się to w ramach migracji tych ostatnich z Bieszczadów na Pogórze Przemyskie).
W ramach Polskiego Związku Łowieckiego (koło łowieckie „Świstak” w Zagórzu) prowadzona jest gospodarka łowiecka. W lasach położonych na obszarze osiedla Wielopole znajdują się cztery ambony myśliwskie: w lesie Garb, przy drodze wododziałowej na wzgórzu Oszczacz, dwie koło Łysej Góry.

## Toponimia
- Welepole – 1412 (pierwsza zachowana wzmianka)
- Wyelepole – 1428
- Antiqua Velepole, Velepole antiqua villa – 1437
- Welepole cum libertate alias z Wolą – 1454
- Wyelepole Superior – 1462[17]
- Wyelopolye – 1483
- Vyelyopoyle – 1491
- Vyelyepolye – 1515
- Wielopole – 1589
- Wielepole – 1699
- Wielopole – 1785
- Wielpole – XVIII/XIX wiek
- Wielopole – od XIX w.[18]

Adam Fastnacht w książce zatytułowanej Osadnictwo Ziemi Sanockiej w latach 1340–1650 pisze:

Na oznaczenie znanej już w 1412 wsi Wielopole pojawia się w 1437 określenie villa antiqua Velepole, wskazująca na powstanie nowej osady obok starej. Zapiska z 1454 i późniejsze mówią o wsi Woli należącej do Wielopola. W 1462 wieś ta jest określana jako Veylopole Superior, a w 1468 zwana Wielopolską Wolą. Nazw tych później nie spotykamy, ale pojawia się w latach 1481–1482 nazwa Smolnica na oznaczenie wsi stale przy Wielopolu występującej. Położenie jej w stosunku do sąsiednich osad określa ściślej zapisek z 1495 mówiący o wsiach Wielopole i Smolnica, leżących nad rzeką Osławą między wsiami Osławą i Tarnawą. Smolnica wymieniana była w XVI–XVII w. łącznie z Wielopolem, lecz obecnie wieś tej nazwy nie jest znana. Osada jednak nie przestała istnieć, lecz złączyła się z Wielopolem, a śladem dawnej nazwy jest niewątpliwie Wielopole Smolińskie w 1735, niwa Smolnik wymieniona w Metryce Józefińskiej w 1786 oraz potok Smolnik, znany obecnie w górnej części Wielopola. [...] Inną dawną osadą był Suszków, wymieniony w r. 1483 jako wieś, obecnie część Wielopola.

Nazwa miejscowości jest bezsprzecznie, rdzennie polska i – w tak zapisanej formie – występuje wyłącznie w polskim obszarze etnograficznym. Nazwa Wielopole wskazuje na bogactwo pół uprawnych w tej miejscowości, a jednocześnie jej znaczy obszar w stosunku do sąsiednich wsi.
W Polsce znajduje się pięć wsi o nazwie Wielopole. Istnieje również wieś Wielopole w Czechach na Śląsku Cieszyńskim, na Słowacji w pobliżu Humennnego oraz co najmniej dwa Wielopola na Ukrainie (jedno z nich w obwodzie lwowskim). Wieś Wielopole (Veliko Polje) znajduje się również w Słowenii niedaleko wybrzeża Adriatyku, w Serbii niedaleko Belgradu, w Chorwacji jak dzielnica Zagrzebia oraz w Bośni i Hercegowinie nieopodal miasta Bjelašnica. Najbardziej znane Wielopole to jednak Wielopole Skrzyńskie rozsławione przez Tadeusza Kantora w sztuce teatralnej Wielopole, Wielopole.

## Historia

Herb Sas (Drag) – herb szlachecki wołoskiego rodu panów Tarnawskich wywodzących się z północno-wschodnich obszarów Królestwa Węgier (Komitat Máramaros) – założycieli i pierwszych dziedziców Wielopola od końca XIV do początków XVIII wieku.

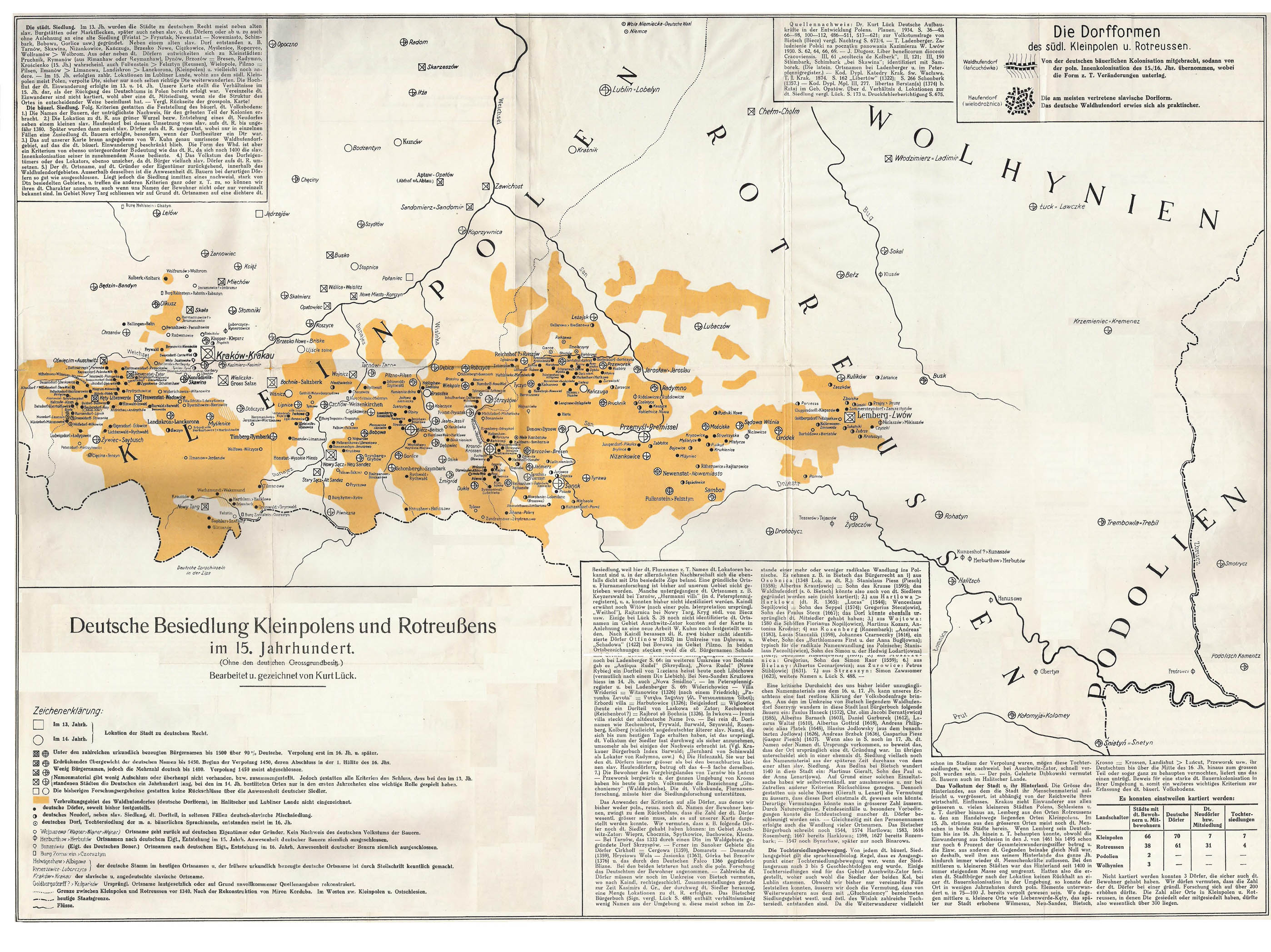
Niemieckie enklawy osadnicze w Małopolsce oraz Rusi Czerwonej w XV wieku z zaznaczonym Wielopolem; fragment niemieckiego atlasu historycznego z roku 1934, wyd. Poznań.

Choć pierwsza zachowana wzmianka o Wielopolu pochodzi z 1412 roku, prawdopodobnie lokacja wsi nastąpiła wcześniej. Wiąże się ona z wielką akcją kolonizacyjną Pogórza Karpackiego zapoczątkowaną za panowania Kazimierza III Wielkiego po inkorporacji Rusi Czerwonej, a kontynuowaną przez jego następców: Ludwika Węgierskiego, Jadwigę Andegaweńską i Władysława Jagiełłę.
Wieś Wielopole podobnie jak większość wsi w okolicy lokowana została na prawie niemieckim. Od 1434 roku Wielopole znalazło się w granicach ziemi sanockiej wchodzącej odtąd w skład nowo utworzonego województwa ruskiego ze stolicą we Lwowie.
We wsi mieszkali Polacy, Niemcy i Rusini. Podobnie jak w innych wsiach Pogórza Niemcy stanowili znaczący substrat ludności (zob. Głuchoniemcy), chociaż już w XVI wieku ulegli całkowitej polonizacji. Zanotowane nazwiska kmieci pochodzenia niemieckiego w XV w.: Iohannes Sopil (1435), Rab (1443), Chodor (1445), Hanusz Szebith (1449), Iohannes Szopil, Michal Szalnar, Mathis Libnaw, Stephanus Kaerth, agrum Bernathowske.
Pierwsza historyczna wzmianka z 1412 roku mówi, że Wielopole stanowiło własność Mikołaja i jego brata Steczka z Tarnawy. Wywodzący się z Królestwa Węgier wołoski ród Dragów-Sasów otrzymał od węgierskich królów wiele nadań na Rusi Czerwonej, stając się odtąd nową warstwą rycerską w nowo przyłączonej prowincji. Jeden ze szczepów Dragów-Sasów, który rozpoczął kolonizację doliny dolnej Osławy przyjął wkrótce od rodzinnego gniazda Tarnawy nazwisko Tarnawski. Tarnawscy wyróżniali się przedsiębiorczością; w XV w. założyli większość wsi w dolnym biegu Osławy m.in. Wielopole, Zagórz, obie Tarnawy, Poraż, Łukowe, Czaszyn, pozostając przez dwa kolejne stulecia – obok Balów oraz Herburtów – jednym z najznamienitszych rodów Ziemi Sanockiej.
Najsłynniejszym przedstawicielem rodu był chorąży sanocki Stanisław Tarnawski, właściciel 14 wsi – w tym Wielopola, żonaty z Dorotą Herburt, bliski przyjaciel Stanisława Diabła Stadnickiego.
Choć chorąży posiadał dość pokaźny majątek, miał też wielkie długi. Jego głównym wierzycielem był referendarz koronny – starosta przemyski Jan Tomasz Drohojowski. Spodziewając się poważnych kłopotów ze strony tej wysoko postawionej osoby, chorąży aktem wieczystej donacji przekazał cały swój majątek nieruchomy kasztelanowi przemyskiemu Diabłowi-Stadnickiemu. Spór o niespłacone długi pomiędzy Tarnawskim a Drohojowskim przekształcił się w lokalny konflikt zbrojny. Za Tarnawskim opowiedziała się miejscowa szlachta oraz Diabeł-Stadnicki. Prywatna wojna podjazdowa trwała cztery lata i zakończyła się ostatecznie zamordowaniem Drohojowskiego w 1605 r. przez ludzi nasłanych przez „Diabła”. Po śmierci chorążego, zgodnie z umową, cały majątek Tarnawskiego – w tym Wielopole – przeszedł w ręce rodu Stadnickich.

### 1772–1918

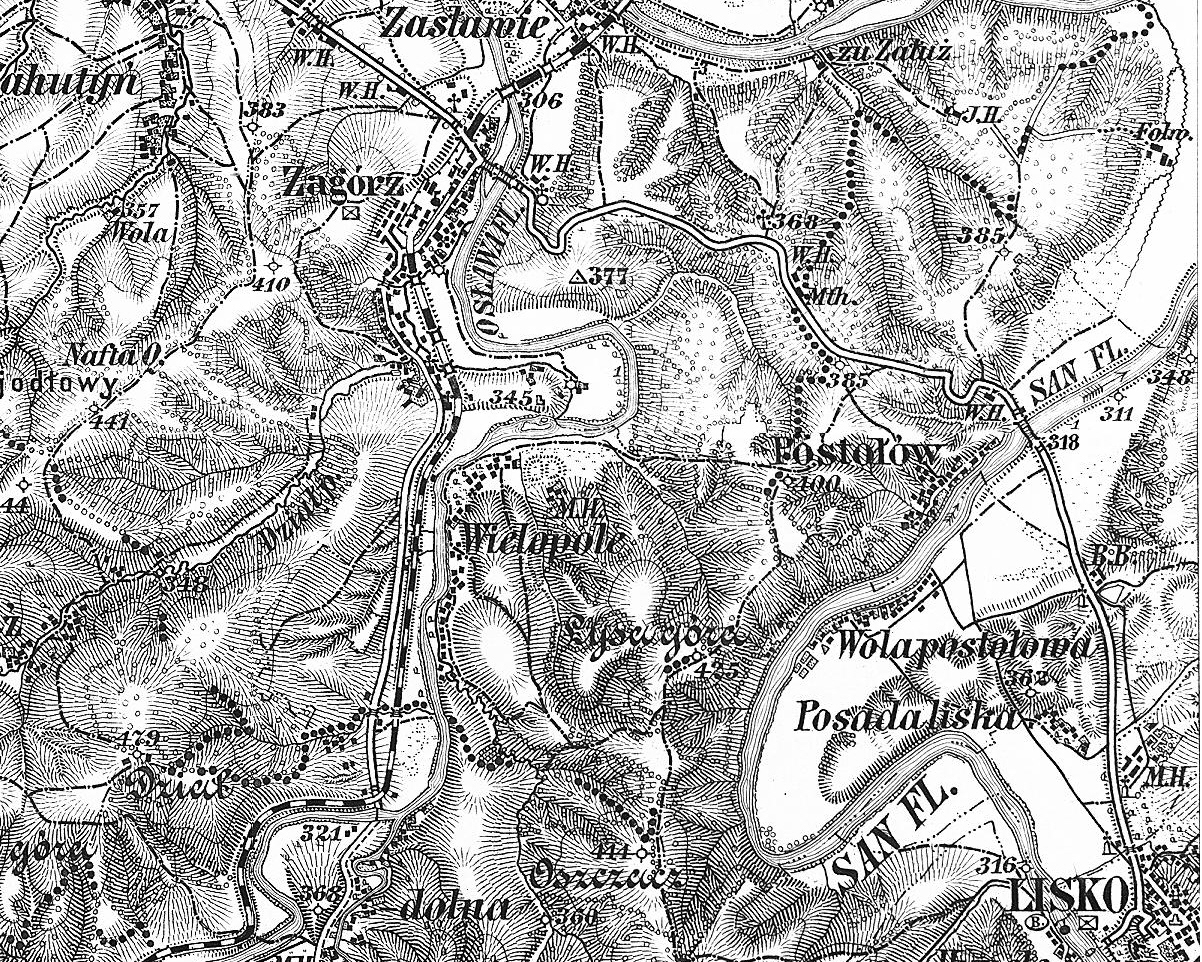
Wielopole i okolice – fragment austro-węgierskiej mapy wojskowej z 1877 r. Skala 1:75 000

W 1772 roku w wyniku I rozbioru Polski Wielopole znalazło się w granicach zaboru austriackiego. Początkowo Wielopole należało do cyrkułu liskiego, a następnie – po restytucji powiatów w Galicji w latach 60. XIX wieku – w granicach powiatu sanockiego.
W powstaniu styczniowym w 1863 roku brał udział właściciel majątku w Wielopolu od 1865 August Roman Ścibor-Rylski – ojciec Witolda.
Wprowadzony w Austro-Węgrzech w 1868 r. powszechny obowiązek służby wojskowej zapoczątkował masowy pobór do ck armii. Od tego czasu, aż do wybuchu Wielkiej Wojny większość poborowych z Wielopola służyła w sanockim 45 Galicyjskim Regimencie Piechoty Arcyksięcia Józefa Ferdynanda.
Pod koniec XIX wieku wieś liczyła 63 domy i 387 mieszkańców – w tym: 326 grekokatolików, 42 rzymskich katolików, 19 izraelitów.
W połowie XIX wieku właścicielami posiadłości tabularnej Wielopole byli Wincenty i Magdalena Rylscy. Pod koniec XIX wieku właścicielem tabularnym dóbr we wsi był Karol Puza. W 1905 Grzegorz Łepkowski (syn Maksymiliana) posiadał we wsi obszar 98,7 ha. W 1911 właścicielką tabularną była Olga Łępkowska, posiadająca 98 ha.
Na początku I wojny światowej żandarmeria austriacka rozstrzelała w Lesku dwóch mieszkańców Wielopola: Michała Piszko i Michała Kapanajko. Domniemani szpiedzy rozpalili ognisko na górze Gruszka, a w konsekwencji zostali posądzeni o moskalofilstwo i szpiegostwo na rzecz Rosjan.

### 1918–1939

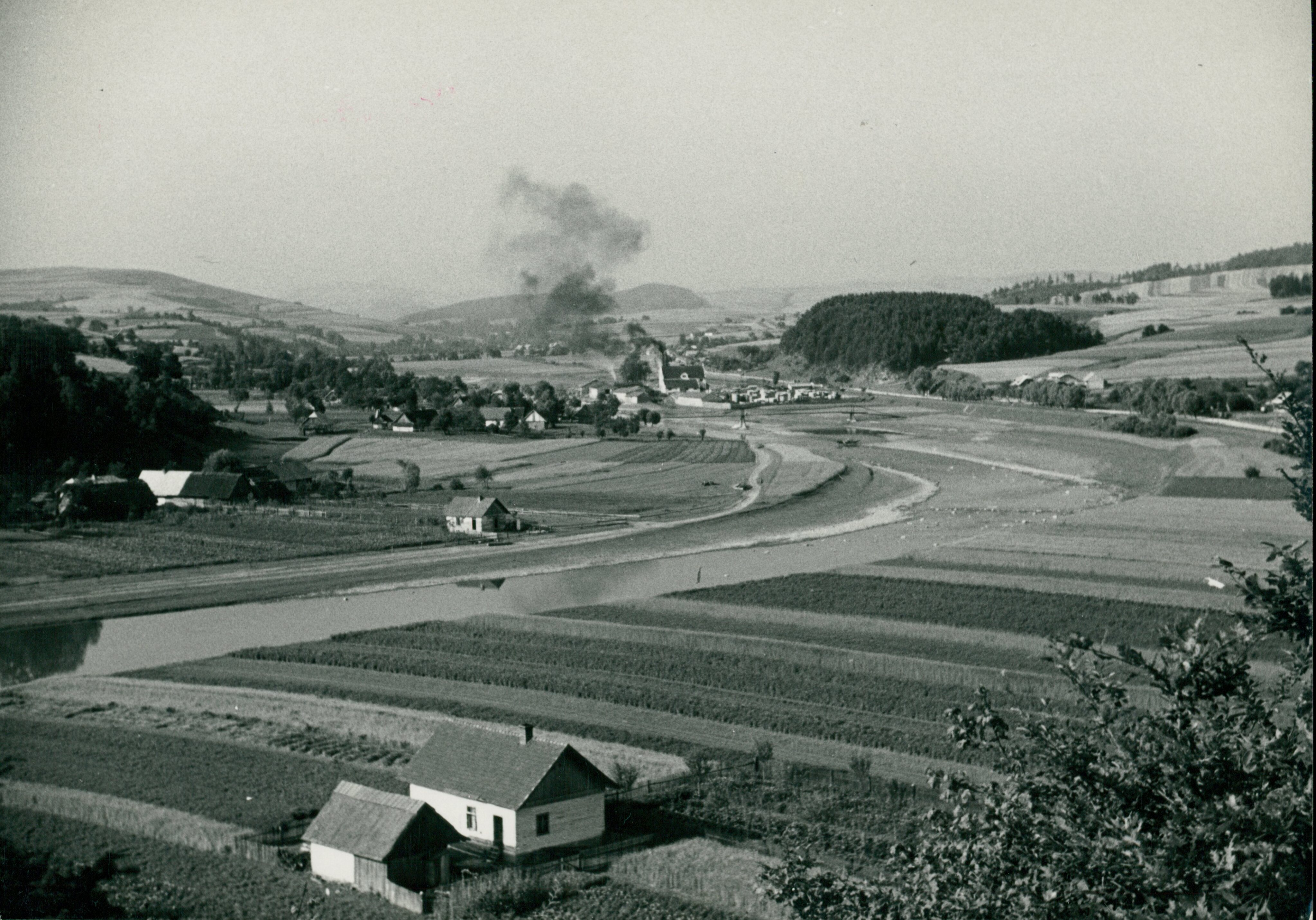
Widok generalny Wielopola ze wzgórza Mariemont, przed 1936
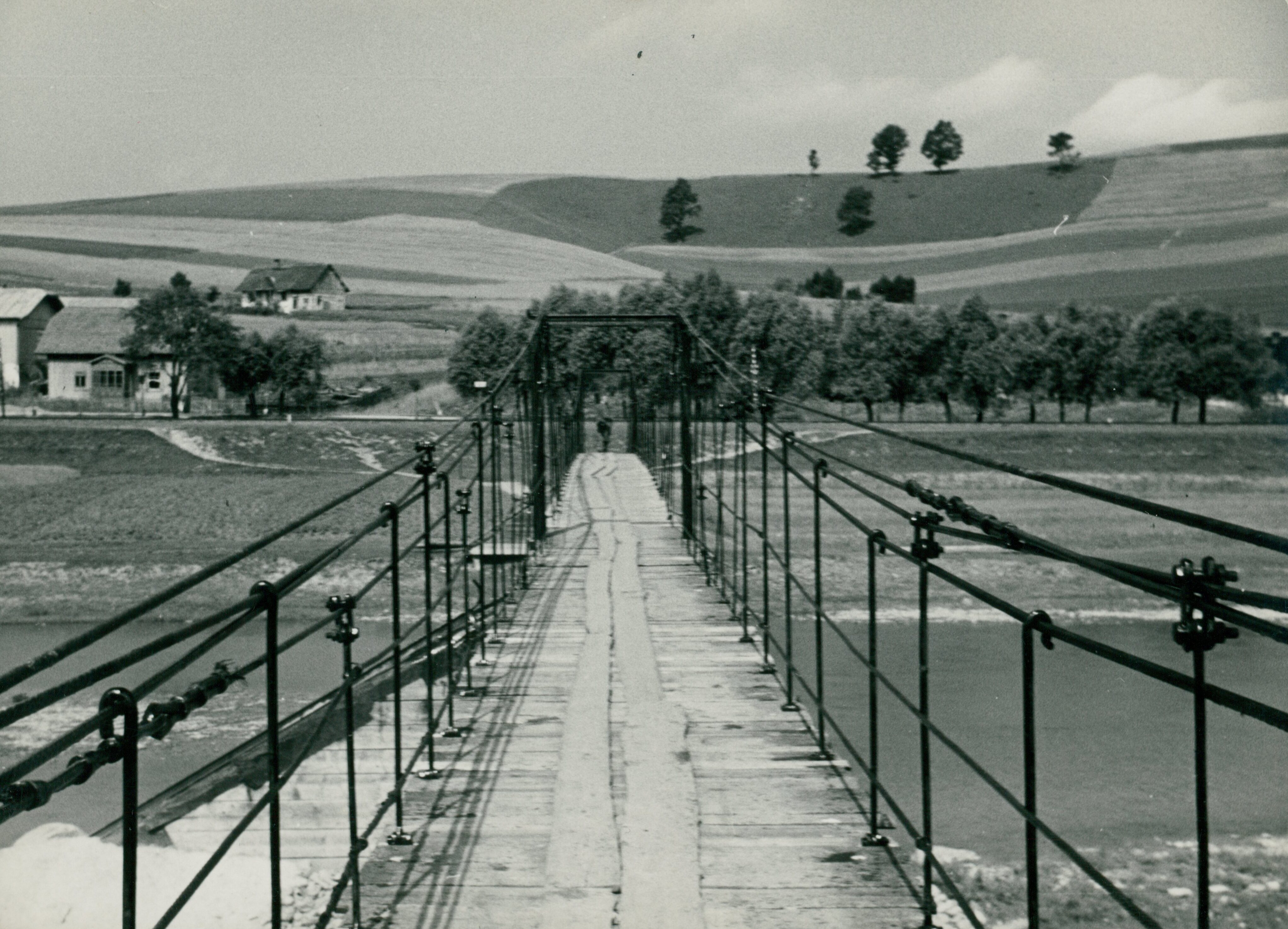
Kładka nad Osławą - widok z prawego brzegu rzeki na Skowronówkę, przed 1936
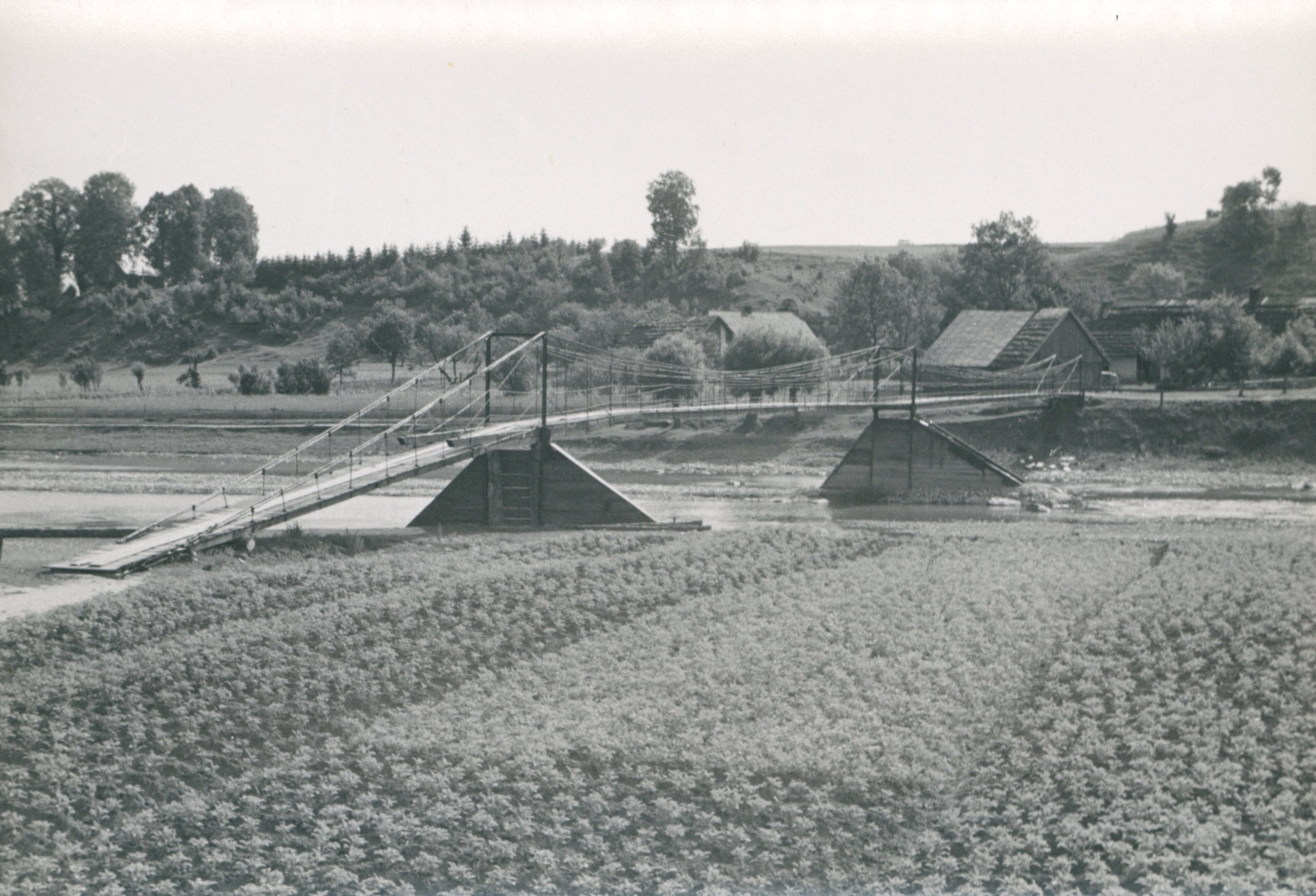
Kładka nad Osławą - widok od strony linii kolejowej, przed 1936

W odrodzonej Rzeczypospolitej Wielopole tworzyło samodzielną gminę i leżało w powiecie sanockim w województwie lwowskim. Od 1 sierpnia 1934 roku w ramach przeprowadzonej reformy administracyjnej Wielopole znalazło się w gminie wiejskiej Sanok.
Podczas pierwszego Powszechnego Spisu Ludności z 30 września 1921 wieś liczyła 105 domostw i 588 mieszkańców w tym: 479 grekokatolików, 80 rzymskich katolików, 26 wyznania mojżeszowego oraz 3 ewangelików.

### II wojna światowa
12 września 1939 roku Wielopole wraz z okolicą zostało zajęte przez wojska niemieckie i słowackie. Okupantom hitlerowskim wyraźnie sprzyjała większość ludności ukraińskiej. W okolicznych wsiach Ukraińcy (m.in. w Zagórzu, Sanoczku i Komańczy) zorganizowali tzw. pogrzeby Polski utrzymane w konwencji happeningu. Nacjonalistycznie nastawieni Ukraińcy wstępowali do tworzonej pod auspicjami nazistów Ukraińskiej Policji Pomocniczej. Obejmowali także stanowiska w miejscowej administracji i szkolnictwie.
W okresie okupacji wieś Wielopole podlegała jurysdykcyjnie gminie ziemskiej w Zagórzu (Landgemeine Zagor), która jednocześnie była częścią powiatu sanockiego (Landkreis Sanok), ten z kolei znajdował się w Dystrykcie krakowskim Generalnego Gubernatorstwa.
W strukturze wojskowo-administracyjnej Polskiego Państwa Podziemnego obszar Wielopola podlegał organizacyjnie Placówce Zagórz nr X OP-23 Armii Krajowej, którą dowodził mieszkający w miejscowym dworze Alojzy Bełza ps. „Alik”. Od maja 1942 do września 1944 ruch oporu prowadził w terenie działalność dywersyjną i sabotażową.
W styczniu 1942 roku Niemcy zastrzelili przeprawiające się przez Osławę trzy wielopolskie Żydówki, które ukrywała w leśniczówce na Długim Antonina Paszkiewicz. Jesienią 1943 roku Niemcy rozstrzelali w Zagórzu 19 Żydów z Wielopola, w tym 14 mężczyzn i 5 kobiet.
W sierpniu 1944 roku wycofujący się Niemcy, w ramach przygotowań do zbliżającego się frontu, zarządzili przymusową ewakuację wszystkich mieszkańców Wielopola (m.in. do Poraża i Łukowego). Rozkaz wykonano.
W ramach Operacji wschodniokarpackiej Armii Czerwonej, przeprowadzonej na froncie wschodnim w Karpatach w dniach 8 września – 28 października 1944 r. siłami 2 Frontu Ukraińskiego i 4 Frontu Ukraińskiego roku zdobyto większość miejscowości powiatu sanockiego – w tym – 12 września Wielopole. Przesunięcie się frontu w kierunku południowym pozwoliło Wielopolanom powrócić do domów. Podczas przechodzenia frontu poległo 16 żołnierzy sowieckich oraz trzech cywilów.
Według powojennych danych straty wśród mieszkańców wsi Wielopole wyniosły 36 osób – w tym: 26 Żydów, 7 Polaków oraz 3 Rusinów. 35 osób wywieziono na roboty do Niemiec. Na 144 domów uszkodzonych zostało 57. Wartość szkód materialnych wyniosła 64 tys. złotych (według cen z roku 1939).

### 1944–1989
Zakończenie wojny nie oznaczało uspokojenia sytuacji; wręcz przeciwnie poczucie zagrożenia po przejściu frontu nawet wzrosło i utrzymywało się nieprzerwanie do lata 1947 roku. W regionie działała polska partyzantka antykomunistyczna w ramach Samodzielnego Batalionu Operacyjnego NSZ „Zuch” mjra Antoniego Żubryda oraz Ukraińska Powstańcza Armia.
UPA posiadała tu siatkę wywiadowczo – szpiegowską, a także bazę zaopatrzeniową. W lasach otaczających Wielopole znajdowały się cztery kryjówki (l.p. w jęz. rus: криївка, kryjiwka) UPA. Trzy z nich położone były w następujących miejscach: przy potoku niedaleko dzisiejszej leśniczówki, w pobliżu leśniczówki Paszkiewicza na Długim oraz na Łysej Górze. Wszystkie z nich zostały wykryte przez polskie siły bezpieczeństwa podczas Akcji Wisła. Ostatnia czwarta, niewykryta, znajdowała się na Garbie (wciąż widoczne po niej zapadlisko).
W obawie przed możliwym atakiem UPA na Wielopole, w 1945 utworzono posterunek Milicji Obywatelskiej, początkowo lokalizując go w miejscowym młynie, po czym przeniesiono do prywatnego domu na prawym brzegu rzeki koło szkoły (dzisiejszy dom p. T.). W dniach 22–23 czerwca 1946 roku aresztowano miejscowego komendanta pod zarzutem współpracy z Antonim Żubrydem.
Zdarzały się pojedyncze akty terroru i morderstwa dokonywane przez UPA na mieszkańcach Wielopola. W 1946 r. w domu Skrekli na Długiem został raniony przez żołnierza polskiego Glonka, jeden z przebywających tam członków UPA. Ranny zmarł na Gruszce, dwaj pozostali zbiegli. UPA w odwecie zamordowała na terenie wsi trzech jej mieszkańców; Suchackiego, Krzywdzika i Paszkiewicza oraz spaliła pięć budynków mieszkalnych oraz usiłowała wysadzić w powietrze wiadukt kolejowy niedaleko kościoła w Zagórzu. Nadto co pewien czas zabierała bydło, konie wozy i żywność.
6 lutego 1946 r. około godz. 20.30 w Zagórzu został zamordowany przez UPA Karol Masio z Wielopola. UPA wywołała Masia z domu i w odległości 100 m od domu zastrzeliła.
2 marca 1946 r. około godz. 14.30 oddział konny UPA w sile około 24 ludzi w rejonie gromady Wielopole stoczył walkę z oddziałem WP. Ze strony UPA zginęło trzech ludzi. Po stronie WP strat nie było.
W nocy z 2 na 3 marca 1946 r. oddział operacyjny 34 pp w sile 40 żołnierzy pod dowództwem ppor. Ludwikowa wyruszył z odsieczą załodze ochraniającej młyn i stację kolejową Wielopole. Oddział UPA został rozproszony.
5 marca 1946 r. oddział WOP-u z 263 baonu stacjonującego wówczas w Olchowcach wyruszył pod dowództwem sierżanta Tadeusza Słubika na rozpoznanie wsi Wielopole. W Wielopolu według rozpoznania przebywał oddział UPA, duży i posiadający kilka zaprzężonych furmanek. W wyniku gwałtownego ognia prowadzonego pod osłoną nocy oddziałowi WOP-u udało się rozproszyć grupę UPA, zdobyć kilka furmanek i broń. Pościgu zaniechano ze względu na znaczną przewagę oddziału UPA. Słubik po zadaniu strat wycofał się wraz ze swym oddziałem.
23 września 1946 r. MO z Zagórza około godz. 15 ujęła w gromadzie Wielopole Jana B., członka UPA.
8 października 1946 r. w godzinach popołudniowych w czasie obławy przez MO z Zagórza oraz WP został ujęty członek grupy „Chrina” – S.
17 października 1946 r. około godz. 19-20 oddział WP i MO z Zagórza stoczył w Górnym Wielopolu walkę z oddziałem UPA (25-50 osób) z oddziału „Chrina”. W wyniku walk spłonął dom NN Czecha.
14 listopada 1946 r. w godzinach wieczornych patrol UPA w sile 5 ludzi wyznaczył kontyngent w gromadzie Wielopole w domach polskich (po 3 m zboża i 1 sztuce bydła).
4 sierpnia 1947 r. około godz, 19-20 oddział UPA w sile 5 ludzi ubrany w polskie mundury dokonał akcji rabunkowej u mieszkańca Wielopola Feliksa J., zabierając jałówkę i żywność. J. rozpoznał w grupie napadających: Bunię z Postołowa, Czabana z Doliny, Kopijczyka z Zagórza, Knysza z Wielopola, NN ps. „Kirson”. Wszyscy należeli do oddziału „Chrina”.
W 1945 w ramach wymiany ludności pomiędzy Polską a ZSRR 14 rodzin rusińskich dobrowolnie wyjechało na Wschód. Zamieszkali oni w okolicach Stryja. Pierwszy po II wojnie światowej sumaryczny Spis Ludności z 31 maja 1946 określił liczbę mieszkańców Wielopola na 549 osób w tym: Ukraińcy – 323, Polacy – 172, Rusini – 54.
W lipcu 1947 roku w ramach Akcji Wisła 84 osoby wysiedlono na Ziemie Odzyskane. Osiedlono ich w pięciu miejscowościach na Pomorzu Zachodnim; w Zagórzycach powiat gryficki (dziś powiat łobeski) oraz w czterech miejscowościach ówczesnej gminy Żelkowo powiat słupski: w Budowie, Duninowie, Łabiszewie oraz w Motarzynie.

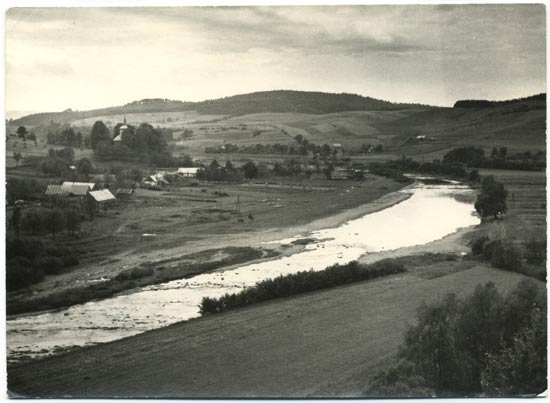
Wielopole w latach 60. XX w. Widoczne słupy radiowęzła. Widok z góry Mariemont

W 1957 roku wieś została zelektryfikowana.
W 1972 Wielopole po 560 latach przestało być wsią i stało się de iure osiedlem „Wielkiego Sanoka”.
1 lutego 1977 roku Wielopole stało się częścią nowo utworzonego miasta Zagórza.
W 1985 roku otwarto do użytku, pierwszy w dziejach Wielopola, most.

### Kalendarium wydarzeń po 1989
W czerwcu 1992 dokonano gazyfikacji.
22 listopada 1992 ks. Jan Pipka odprawił pierwsze od 45 lat nabożeństwo greckokatolickie w miejscowej cerkwi.
W 1994 dokonano telefonizacji.
7 marca 2008 r. przed domem jednego z mieszkańców Wielopola na ulicy Batorego na Suszkowie miał miejsce zamach bombowy. Starszy mężczyzna w wyniku odniesionych obrażeń zmarł. Zamach bombowy w Wielopolu znalazł się w czołówce programów informacyjnych mediów ogólnopolskich.
14 września 2008 roku w Wielopolu odbyły się dożynki gminne.
15 grudnia 2009 ruszyła budowa kanalizacji w południowej części Gminy Zagórz obejmująca m.in. Wielopole.
20 lutego 2010 roku w wyniku zatoru lodowego na rzece Osławie doszło do podtopienia dwóch domostw.
17 maja 2010 roku w wyniku intensywnych opadów deszczu Osława wystąpiła z brzegów podtapiając trzy domostwa. Konieczna była również ewakuacja jednej osoby. Następnego dnia wody rzeki opadły.
28 października 2013 roku osiedle Wielopole w całości podłączono do sieci wodociągowej.

## Demografia
| Rok             | 1921 | 1946 | 2020 |
| Liczba ludności | 588  | 549  | 811  |

### Emigracja
W drugiej połowie XIX wieku nasiliły się procesy migracyjne.
W latach 1866–1914 oraz w dwudziestoleciu międzywojennym trwała emigracja zarobkowa do Stanów Zjednoczonych Ameryki, głównie do stanu Nowy Jork.
Po 1989 krajami docelowymi były: Grecja, Włochy, w mniejszym stopniu USA i Niemcy. Od 2004 roku dominują wyjazdy do Wielkiej Brytanii.

## Architektura

### Dwór

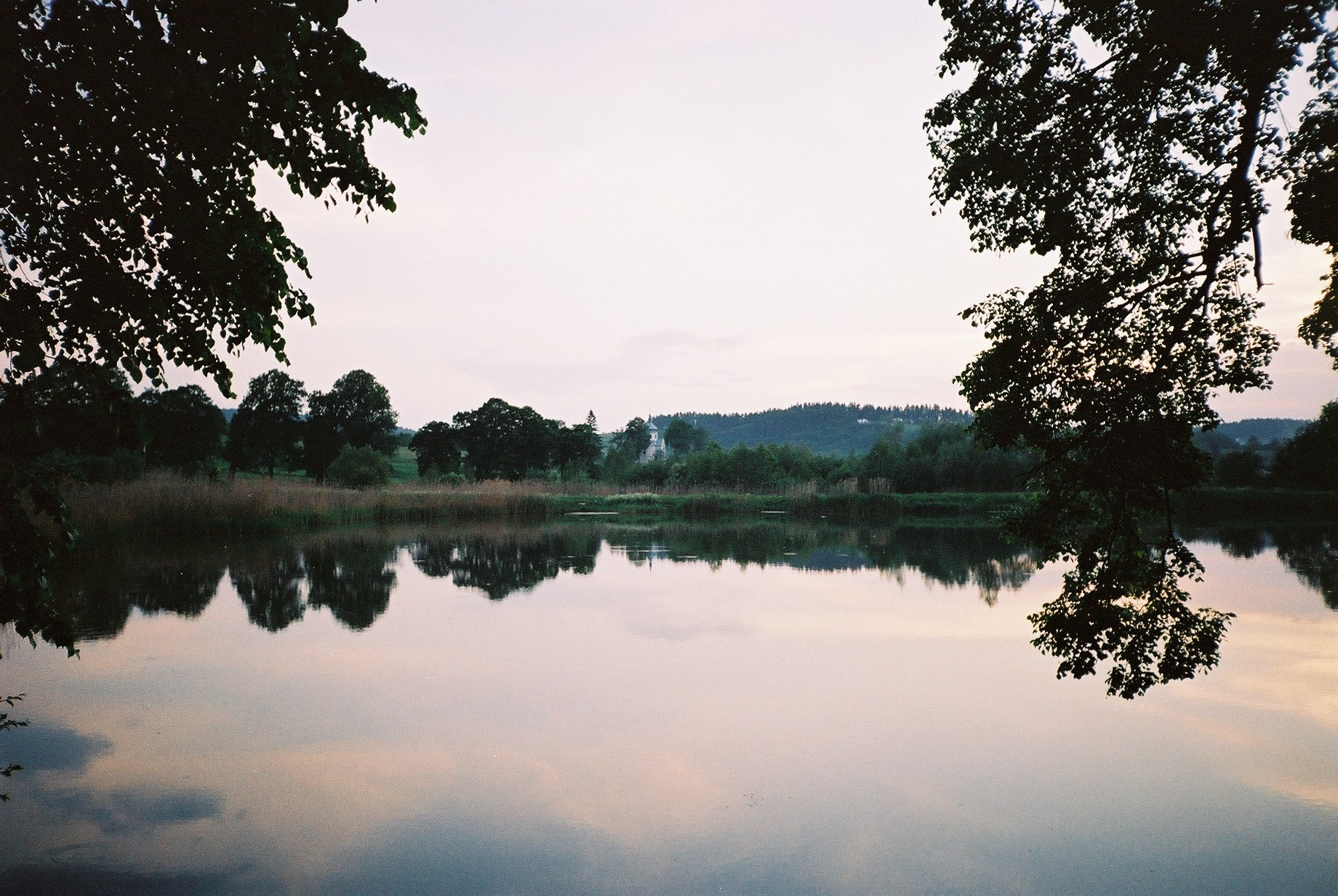
Zmierzch w parku dworskim. W oddali cerkiew, w tle masyw Skowronówki.

W dolnym końcu wsi znajduje się dwór z 1865 roku wraz z zabudowaniami gospodarczymi. Dwór otacza zespół parkowy tworzący kształt nieregularnej podkowy oraz stawy.
Park dworski tworzą: dwie aleje lipowe: jedna od zachodu, druga od wschodu oraz łącząca je aleja grabowa. Oś alei wyznacza gościniec; zachodnia jego część stanowi formalnie część ulicy Miodowej.
W przeszłości integralną częścią założenia parkowego stanowiły liczne stawy (dziś już w większości osuszone) wypełniające i zamykające od północy obszar parku. Od południowej strony dworu rosną jesiony, krzaki głogu, akacji oraz kilka wyniosłych świerków. Przez park płynie potok Orniszkowy wypływający spod Łysej Góry.
Wjazd do dworu przez mostek, wokół dworu ogród i sad. Dwór murowany, parterowy, otynkowany na biało, z gankiem z kolumnami oraz werandą, przykryty dachem dwuspadowym z czerwonej, austriackiej dachówki, zorientowany na godzinę 11.
Dwór w 1865 roku wybudował, na miejscu dworu drewnianego, August Ścibor-Rylski. We dworze w 1871 roku urodził się jego syn Witold Ścibor-Rylski uczestnik II wojny burskiej, legionista, działacz Polonii amerykańskiej. W 1921 roku dwór wraz z przyległym majątkiem przeszedł w ręce byłego oficera austro-węgierskiego, generała Wojska Polskiego Franciszka Paulika. W 1928 posiadłość zakupił Władysław Łepkowski z Żeglec. W 1937 roku dwór wraz z majątkiem nabył przodek obecnych właścicieli.

### Samotne domy
Krótko po II wojnie światowej z powodu działalności UPA i późniejszych wysiedleń przestała istnieć większość samotnych domów znacznie oddalonych od wsi.
Domy nieistniejące
- Dom Dmitryszyna (północno-wschodnie nasłonecznione zbocze Łysej Góry) – mieszkańcy wysiedleni w 1947, dom rozebrano. Pozostał zdziczały sad, resztki piwnicy oraz studni.
- Dom Dzika – ostatni dom w Górnym Wielopolu, mieszkańcy wysiedleni w 1947, dom rozebrano. W tym domu, krótko po zakończeniu wojny, bywał Stepan Stebelski ps. Chrin.

Domy istniejące
Przysiółek Wielopola Zagronie tworzą dwie zagrody gospodarskie położone na północnych stokach Łysej Góry, na wielkiej śródleśnej polanie, znajdujące się około 1 km od zwartej zabudowy wsi.

## Przemysł

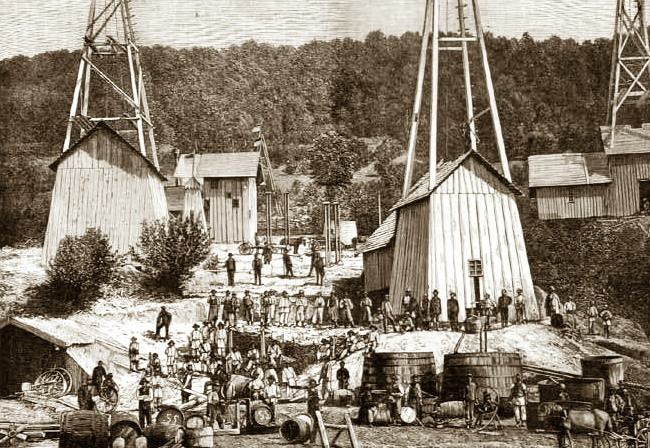
Pierwsze szyby naftowe w Galicji w 1881 – podług starej litografii

### Kopalnia ropy naftowej
Kopalnia ropy naftowej położona nad potokiem Smolnik w Wielopolu istniała od 1866 roku, będąc miejscem pracy dla wielu okolicznych mieszkańców. Pierwsze eksploatowane szyby naftowe nosiły imiona: Włodzimierz, Maksymilian oraz Zdenka.
W okresie międzywojennym Galicyjskie Towarzystwo Naftowe „Galicja” dokonało tu nowych odwiertów.
Od września 1939 niemieckie przedsiębiorstwo Beskiden Erdöl-Gewinnungsgesellschaft mbH przemianowane wkrótce na Karpaten Öl Aktiengesellschaft podwoiło wydobycie z miejscowych złóż.
W 1944 roku na mocy decyzji PKWN dokonano nacjonalizacji górnictwa naftowego i okólnikiem nr 15 powołano Państwowy Urząd Naftowy jako najwyższą jednostkę organizacyjną okręgu kopalnianego. Kopalnia na Wielopolu organizacyjnie podlegała sektorowi w Sanoku.
Kopalnia prowadziła wydobycie do lat 90., kiedy to decyzją PGNiG została zamknięta z powodu wyczerpania się złóż. Zabytkowe kiwony przeniesiono do Muzeum Budownictwa Ludowego w Sanoku tworząc tam oddzielną ekspozycję poświęconą historii naftownictwa na Podkarpaciu.
Na terenie dawnej kopalni znajdują się: budynki kancelarii, kotłowni, hali adsorberów oraz poczekalni dla pracowników. Kopalnia znajduje się na trasie transgranicznego Szlaku naftowego.

### Wytwórnia mas bitumicznych
Nieistniejąca wytwórnia mas bitumicznych, zwana potocznie smolarnią, położona była na lewym brzegu Osławy powyżej mostu, na terenie dawnego młyna.
Zlokalizowana tu w okresie istnienia efemerycznego „Wielkiego Sanoka” na początku lat 70., zajmowała się produkcją asfaltu dla potrzeb okolicznych gmin. Fabryka w Wielopolu stanowiła część Sanockiego Przedsiębiorstwa Gospodarki Komunalnej i zapewniała miejsca pracy okolicznym mieszkańcom. Paradoksalnie jednak Wielopole, posiadając na swoim obszarze wytwórnię bitumenu, nie mogło się doczekać asfaltyzacji własnych dróg lokalnych. Pod koniec lat 90. z powodu zanieczyszczenia środowiska i kłopotów ekonomicznych smolarnia została zlikwidowana.
Na terenie dawnej smolarni znajduje się obecnie kilka firm produkcyjno-usługowych, m.in. siedziba i zajezdnia autobusów PT „Tarzan”.

## Turystyka
Przez miejscowość przebiega turystyczny szlak zielony, który zaczyna się na stacji kolejowej w Zagórzu i dalej poprzez Lesko biegnie w głąb Bieszczadów.
Wielopolska cerkiew znajduje się na trasie Szlaku Ikon wskazującego najciekawsze obiekty architektoniczne wschodniego chrześcijaństwa na Ziemi Sanockiej.
Przez Wielopole przebiega międzynarodowy Szlak śladami dobrego wojaka Szwejka.
W dolnej części miejscowości gospodarstwo agroturystyczne.

## Samorząd
Od momentu przywrócenia samorządu terytorialnego w Polsce na szczeblu gminnym w 1990 roku osiedle Wielopole w Radzie Miasta Zagórza reprezentowali:
- 1990–1994 Jan Rygliński, Jerzy Tarnawski
- 1994–1998 Władysław Gefert
- 1998–2002 Halina Chudio
- 2002–2006 Bogusław Jaworski[77]
- 2006–2010 Zbigniew Krzywdzik[78]
- 2010–2014 Ewa Rodkiewicz[79]
- 2014–2018 Łucjan Piszko[80]
- 2018–2024 Ewa Rodkiewicz (ponownie)
- 2024-2029 - Marek Chudio

Od 1990 roku funkcję przewodniczącego Rady Osiedla pełnili:
- 1991–1994 Bogdan Choma
- 1994–1998 Andrzej Kołodziej
- 1998–2004 Bogdan Choma[77]
- 2004-2015 Zbigniew Koczeń
- od 2015 – Michał Cyran

W latach 1990–1992 zastępcą burmistrza Zagórza był pochodzący i mieszkający w Wielopolu Adam Tarnawski.
W latach 2007–2010 burmistrzem Zagórza był pochodzący i mieszkający w Wielopolu Bogusław Jaworski.

## Edukacja

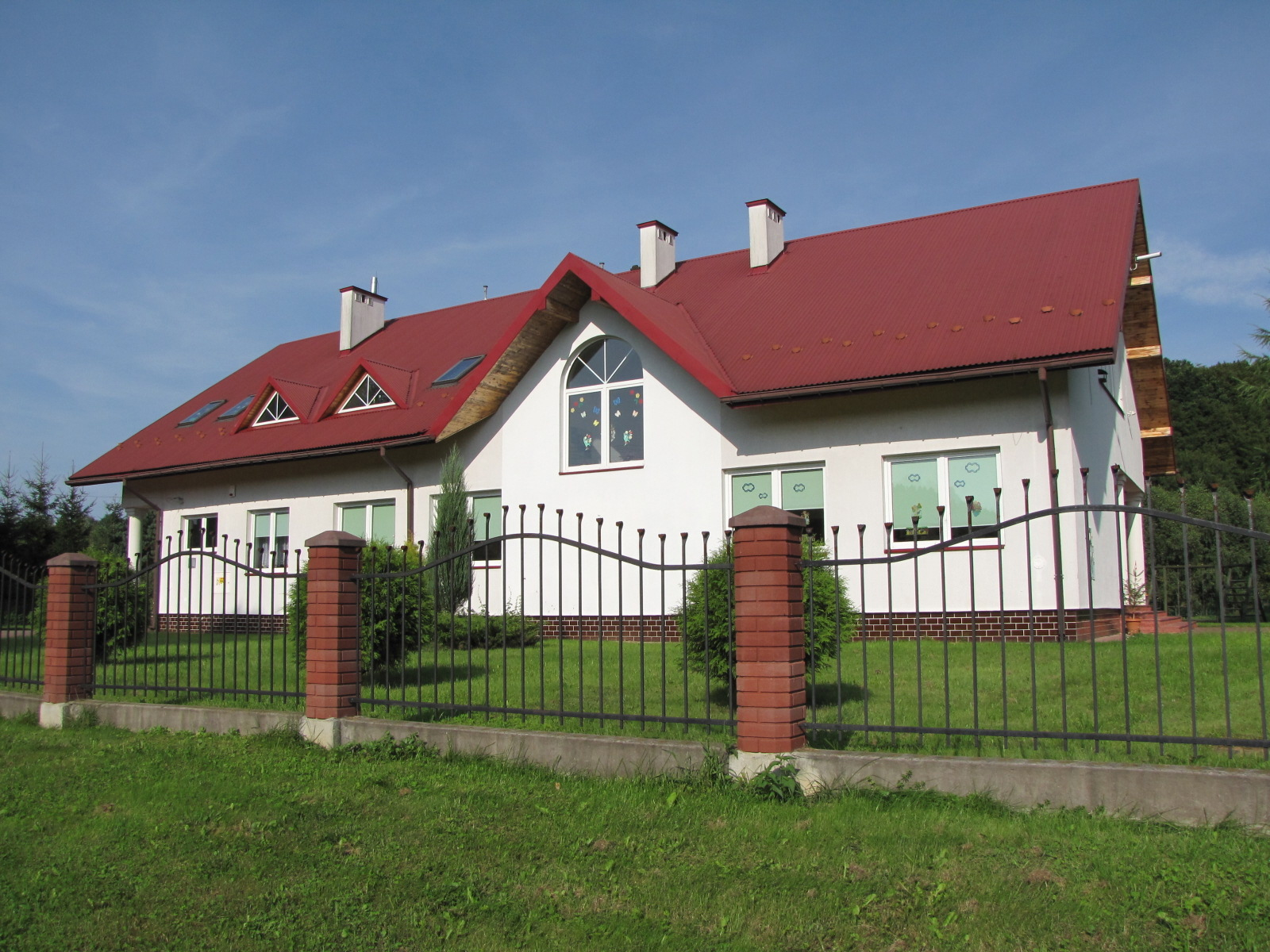
Budynek nowej szkoły w Wielopolu przy ulicy Słowiczej, obecnie żłobek.

Szkoła powszechna na Wielopolu istniała już na początku XX wieku, jednak z powodu braku nauczyciela jej funkcjonowanie ulegało okresowemu zawieszeniu. W okresie międzywojennym uczyła w niej nauczycielka o nazwisku Prochownik. Budynek szkoły znajdował się na terenie stanowiącym uposażenie plebana greckokatolickiego, przy głównej drodze prowadzącej do cerkwi (po lewej stronie). W latach 30. XX wieku z powodu złego stanu technicznego szkoła została rozebrana, a nową otwarto w trzecim domu w górę rzeki licząc od kładki.
W okresie okupacji istniała dwuklasowa szkoła powszechna z rusińskim językiem nauczania, w której wciąż uczyła przedwojenna nauczycielka Helena Surowiak (z d. Hnyda). Po zakończeniu wojny pracę w Wielopolu rozpoczęła Waleria Krzyżewska (z d. Mielecka), która kierowała wielopolską placówką do końca lat 60. Po niej w szkole uczyły dwie nauczycielki z Zagórza: Maria Batruch (z d. Węgrzyn) i Elżbieta Bogaczewicz (z. d. Strzelecka). Ta ostatnia pełniła obowiązki dyrektora szkoły w latach 80. i 90.
Nowa murowana szkoła, której budowę rozpoczęto w ostatnich latach XX stulecia i ukończono po 2000 r., zastąpiła starą, drewnianą. Szkoła obejmowała klasy 0-3 i była szkoła zbiorczą; uczyły się tu również dzieci ze Starego Zagórza, które dowożono gimbusem. Ostatnim rokiem w którym placówka prowadziła działalność był rok szkolny 2011/2012.
Po zamknięciu szkoły przeprowadzono remont i przystosowano budynek do nowej funkcji.
6 marca 2013 otwarto tu żłobek na 50 dzieci (25 żłobek i 25 przedszkole) prowadzony przez Stowarzyszenie Nasza Przyszłość Tarnawa.

## Religia

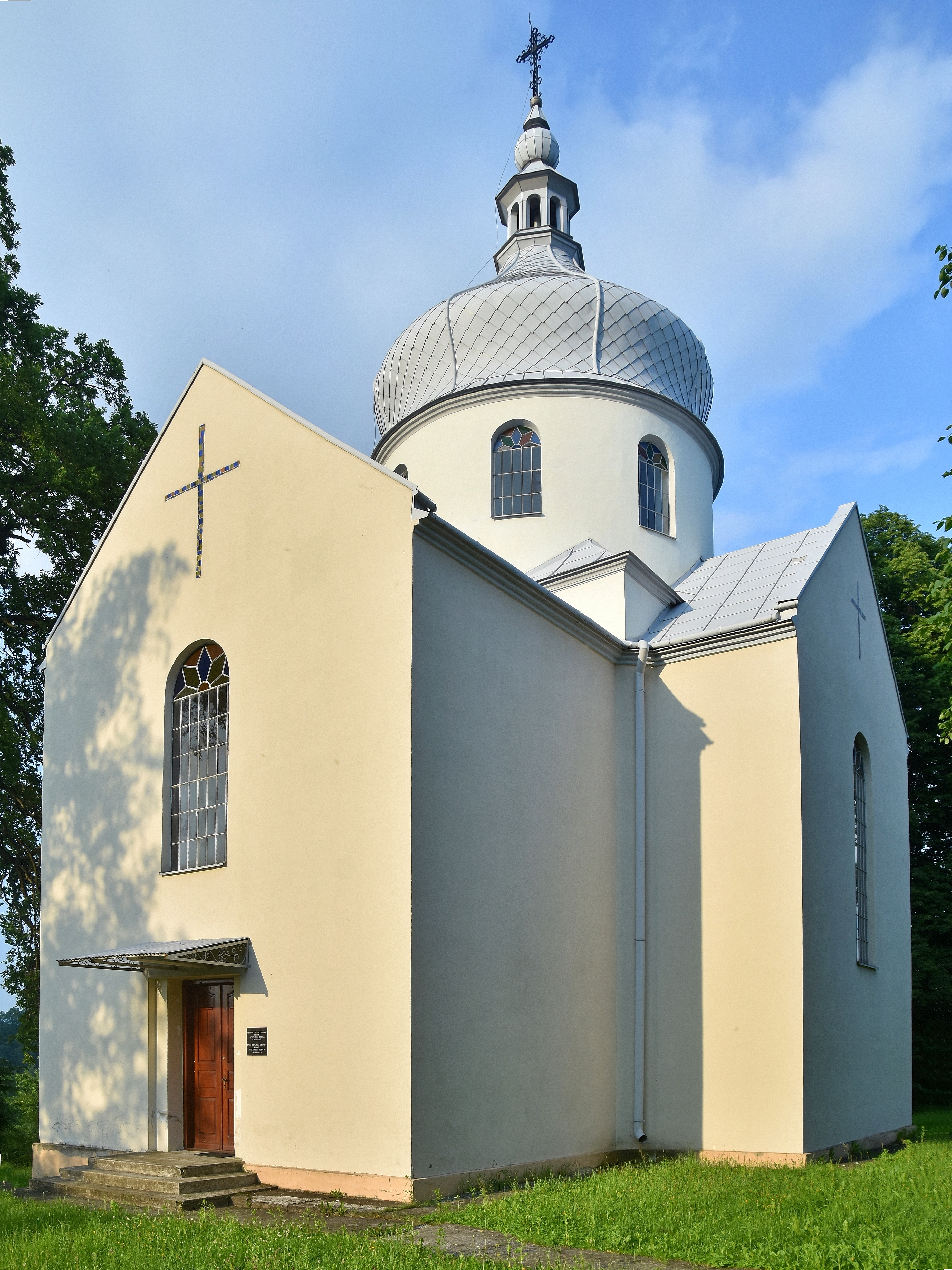
Cerkiew greckokatolicka na Wielopolu

Zdecydowaną większość mieszkańców Wielopola stanowią rzymscy katolicy, resztę stanowią grekokatolicy, głównie ludzie starsi. Katolicy obrządku łacińskiego podlegają parafii Wniebowzięcia Najświętszej Maryi Panny w Starym Zagórzu od momentu jej erygowania w 1750 roku. Poprzednio funkcję tę pełniła Parafia Matki Boskiej Gromnicznej w Porażu. Katolicy obrządku greckiego tworzą oddzielną parafię pw. św. Michała Archanioła w Wielopolu, z siedzibą w miejscowej cerkwi.

### Kapliczki
Obok dworu nad potokiem przy mostku znajduje się kapliczka – prawdopodobnie postawiona w tym miejscu na pamiątkę zniesienia pańszczyzny.
Na Suszkowie przy ulicy Batorego znajduje się biała kapliczka z figurą Matki Boskiej. W majowe wieczory odbywają się tam uroczystości religijne tzw. majówki.

### Krzyże
Największy z nich znajduje się na terenie cmentarza greckokatolickiego. Wykonany z drewna dębowego i postawiony tam na początku lat 90. XX w. zawiera inskrypcję: W krzyżu cierpienie.
Na terenie posesji prywatnej przy ulicy Uroczej stoi stary żelazny krzyż. Miejscowi zwą go grobem powstańca.

## Infrastruktura

### Kolej
Linia kolejowa nr 107 (Zagórz – Łupków) biegnie przez lewobrzeżną część miasta. Otwarta do użytku 25 grudnia 1872 jako linia transkarpacka pod nazwą Pierwsza Węgiersko-Galicyjska Kolej Żelazna (niem. Erste Ungarisch-Galizische Eisenbahn węg. Első Magyar-Gácsországi Vasút). Była to dwutorowa linia Sátoraljaújhely – Homonna – Łupków – Zagórz – Chyrów – Przemyśl docelowo łącząca Budapeszt poprzez Miszkolc z Twierdzą Przemyśl oraz ze Lwowem.
W następstwie I wojny światowej realizując ustalenia Traktatu w Trianon zakazujące Węgrom posiadania linii dwutorowych, deklasowano linie dwutorowe na terenie całego Królestwa. W konsekwencji, na zasadzie efektu domina, ściśle powiązana z węgierskimi sieć kolei na obszarze Czechosłowacji, do 1920 roku funkcjonująca na obszarze jednego państwa, traciła rację bytu. W latach 20. XX wieku na terenie Słowacji rozebrano drugi tor na linii Michalovce – Medzilaborce; odpowiednio postąpiono po polskiej stronie w latach 30. XX wieku. Pierwszorzędna trakcja kolejowa Austro-Węgier została zdegradowana do statusu linii lokalnej.
Obecnie na linii dawnej Pierwszej Węgierskiej odbywa się ruch towarowy. Tylko w wakacje kursują tu składy osobowe na Słowację z Rzeszowa via Krosno, Sanok, Zagórz do Medzilaborec.
Stacja kolejowa
Od 1872 r. do lat 80. XX wieku Wielopole posiadało własną stację kolejową. W okresie przynależności Wielopola do efemerycznego „Wielkiego Sanoka” stacja nosiła nazwę Sanok-Wielopole. W latach 80. przystanek kolejowy znalazł się na terenie Tarnawy Dolnej, odtąd taka też jest oficjalna nazwa stacji.

### Drogi
Przez lewobrzeżną część miejscowości przebiega droga wojewódzka nr 892 (trasa Zagórz – Szczawne – Komańcza) biegnąca starym traktem przez Przełęcz Łupkowską na Słowację. Na terenie Wielopola droga nosi nazwą ulicy Batorego; pośrednio nawiązano w nazwie (król Stefan Batory) do jej dawnej roli, jako drogi wylotowej na Węgry.
W latach 90. XX wieku wszystkie drogi lokalne (łącznie osiem ulic) pokryto asfaltem. Poprzednio drogi utwardzano żwirem rzecznym.
Komunikacja autobusowa
Na terenie Wielopola znajdują się dwa przystanki autobusowe: w Suszkowie oraz niedaleko mostu. Połączenia lokalne do Zagórza i Sanoka obsługuje Przedsiębiorstwo Transportowe „Tarzan” SC z Czaszyna. Kursują również autobusy PKS do Leska i Sanoka.
Od 1 maja 2012 roku Sanockie Przedsiębiorstwo Gospodarki Komunalnej wydłużyło linię autobusu nr 5 z odcinka Sanok-Dąbrówka – Zagórz-kościół do Wielopola-Suszków.

### Most
3 sierpnia 1986 roku w wyniku wieloletnich starań zawiązanego z inicjatywy Adama Tarnawskiego Społecznego Komitetu Budowy Mostu w Wielopolu oddano do użytku stalowo-betonowy most z nawierzchnia asfaltową o długości 75 m jedno-jezdniowy. Dużą część robót wykonali w czynie społecznym mieszkańcy Wielopola.
Do momentu otwarcia mostu funkcjonowała tu drewniana kładka linowa przez miejscowych zwana ławą, zbudowana w latach 20. XX wieku. Druga, podobna do niej znajdowała się w górnej części wsi w pobliżu kopalni nafty. Kładki przeznaczone były dla pieszych. Zaprzęgi konne bądź samochody przeprawiały się przez rzekę w bród, bądź po zamarzniętej rzece w zimie.

## Sub specie aeternitatis
- Alojzy Bełza – jeden z dowódców AK w Sanockiem
- Andrzej Kołodziej – sygnatariusz porozumień sierpniowych, jeden z liderów pierwszej „Solidarności” oraz Solidarności Walczącej
- Franciszek Paulik – oficer austro-węgierski, generał Wojska Polskiego
- Antoni Porębski – ksiądz rzymskokatolicki, działacz społeczny
- August Ścibor-Rylski – powstaniec styczniowy, właściciel ziemski
- Witold Ścibor-Rylski – wojskowy polski, społecznik
- Jerzy Tarnawski – działacz społeczny, historyk
- Stanisław Tarnawski – chorąży Ziemi Sanockiej (XVI/XVII w.)